# NK Bela Krajina
El NK Bela Krajina (en inglés: Bela Krajina Football Club) fue un equipo de fútbol de Eslovenia que jugó en la Prva SNL, la primera división de fútbol en el país.

## Historia
Fue fundado en el año 1926 en la ciudad de Črnomelj y participaba en la Liga de la República de Eslovenia hasta la Segunda Guerra Mundial, pero luego de la guerra pasó jugando en las ligas regionales del sistema de ligas de la antigua Yugoslavia.
Tras la disolución de Yugoslavia y la independencia de Eslovenia en 1991 logran jugar en la Prva SNL por primera vez en la temporada 2004/05 luego de terminar en segundo lugar de la 2. SNL y gracias a que tres equipos de la primera división nacional desaparecieran.
El club estuvo en la primera división nacional por dos temporadas en las que siempre estuvo en los puestos bajos de la tabla, en la temporada 2004/05 y 2005/06 ganó su serie de playoff por la permanencia ante el ND Dravinja por la regla del gol de visitante, pero en la siguiente temporada descienden tras quedar en último lugar de la tabla. Permanecieron en la segunda división hasta la temporada 2013/14 luego de que terminaran en último lugar, pero al no tener la licencia para jugar en la 3. SNL los descendieron a las divisiones regionales y termina desapareciendo al finalizar la temporada 2015/16.

## Palmarés
- Slovenian Third League: 1

2000–01
- MNZ Ljubljana Cup: 2

2007–08, 2008–09